# 兵庫県道199号須磨停車場線
兵庫県道199号須磨停車場線（ひょうごけんどう199ごう すまていしゃじょうせん）は、兵庫県神戸市須磨区を通る一般県道である。

## 概要
JR西日本山陽本線 須磨駅前から国道2号交点に至る。
JR西日本山陽本線 須磨駅と山陽電気鉄道本線 山陽須磨駅との間を通る道で、Google マップや、一部メーカーのカーナビゲーションではこの県道番号は表示されているが、沿道には県道番号の看板はなし。時間によっては東側にタクシーが列をつくっていて、場合によっては国道2号にまで列が出来ることがある。また一部の時間帯は自家用車が送迎で止まっていることがあり、夏の時期海水浴場に行くために車が止まっていることもある。

### 路線データ
- 起点：神戸市須磨区須磨浦通4丁目（JR西日本山陽本線 須磨駅前）
- 終点：神戸市須磨区須磨浦通4丁目（須磨駅前交差点、国道2号交点）
- 総延長：約50 m

## 地理

### 通過する自治体
- 神戸市（須磨区）

### 交差する道路
| 交差する道路                         | 交差する場所  | 交差する場所          |
| ------------------------------------ | ------------- | --------------------- |
| 国道2号 国道28号 重複 国道250号 重複 | 須磨浦通4丁目 | 須磨駅前交差点 / 終点 |

### 沿線
- JR西日本山陽本線 須磨駅
- 須磨海岸
- 須磨海水浴場
- 山陽電気鉄道本線 山陽須磨駅